# Chiesa di San Fruttuoso (Mignanego)
La chiesa di San Fruttuoso è un luogo di culto cattolico situato nella frazione di Fumeri, in via Fiume, nel comune di Mignanego nella città metropolitana di Genova. La chiesa è sede della parrocchia omonima del vicariato di Pontedecimo-Mignanego dell'arcidiocesi di Genova.

## Storia
La sua prima citazione risalirebbe in un documento datato al 14 giugno del 1222. A seguito dello stato rovinoso di tale edificio nei primi anni del XVIII secolo si decise di erigere un nuovo tempio religioso; i lavori si diedero inizio nel 18 giugno del 1741 con la benedizione della prima pietra ad opera dell'arciprete di Mignanego.
La sua edificazione si prolungò molto nel tempo, nel complesso i lavori durarono dieci anni esatti, anche a causa dello scoppio della guerra di successione austriaca tra il 1746 e il 1747 nei territori della Repubblica di Genova. L'edificio, intitolato a san Fruttuoso, subì sul finire del XIX secolo diversi rimaneggiamenti soprattutto negli interni tra i quali l'altare maggiore in marmo nel 1805 e nel 1878; i lavori di rivisitazione terminarono nel loro complesso nel 1889.
L'attiguo campanile è stato ricostruito nel 1728. La consacrazione della chiesa avvenne il 1º settembre del 1936 ad opera del cardinale e arcivescovo di Genova Carlo Dalmazio Minoretti.